# Champeaux, Ille-et-Vilaine
Champeaux (bretonska: Kampal) är en kommun i departementet Ille-et-Vilaine i regionen Bretagne i nordvästra Frankrike. Kommunen ligger i kantonen Vitré-Ouest som tillhör arrondissementet Fougères-Vitré. År 2022 hade Champeaux 504 invånare.

## Befolkningsutveckling
Antalet invånare i kommunen Champeaux
Referens:INSEE